# Chris Rankin
Christopher William Rankin (Auckland, 8 de noviembre de 1983) es un actor británico-neozelandés.

## Biografía
Chris Rankin vivió en Rothesay hasta que tuvo seis años. Luego, él y sus padres se mudaron a Norfolk, donde continúa viviendo en la actualidad. Estudió en la Shipdham Primary School, Northgate High School y en la Dereham Sixth Form College. Actualmente es miembro de la Dereham Operatic Society Youth Theatre Company.
Se hizo famoso por interpretar a Percy Weasley en las películas de Harry Potter. Además, es cofundador de una compañía de teatro llamada Painted Horse UK. 
Rankin también ha participado en la miniserie para la TV The Rotters' Club.